# Dominicanenkerk (Münster)
De Dominicanenkerk (Duits: Dominikanerkirche) is een kerkgebouw in het centrum van de stad Münster. De kerk staat aan de Salzstraße, niet ver van de Sint-Lambertuskerk.

## Geschiedenis
De kerk werd in de jaren 1708-1725 naar het ontwerp van de architect Lambert Friedrich Corfey gebouwd. Na de inrichting werd de kerk in 1728 geconsacreerd en aan Sint-Jozef gewijd. Tot aan het begin van de 19e eeuw diende de kerk als kloosterkerk van de Dominicanen. Van het klooster bleef slechts een muur bewaard, die aan de zandstenen gevel van het kerkgebouw grenst.
Als gevolg van de secularisatie werd het klooster van de Dominicanen opgeheven. Het complex ging over in staatsbezit en de kerk kreeg vanaf 1826 een militaire bestemming toen er Pruisische troepen in de stad werden gestationeerd.
De stad Münster wist in 1880 de kerk te verwerven, die het de bestemming gaf van schoolkerk voor het stedelijk gymnasium. Het klooster was van 1819 tot 1912 het hoofdkantoor van de douane en tot 1944 huisden er het Kadaster en de Financiële Dienst. Zowel de kerk als het klooster werden zeer zwaar beschadigd in de Tweede Wereldoorlog. De wederopbouw van de kerk duurde tot 1974.
Lange tijd beheerde de Katholieke Theologische Faculteit van de Westfaalse Wilhelms-Universiteit de kerk.

## Beschrijving van de kerk
Het gebouw bestaat uit een verhoogd middenschip met dwarsschip en twee lagere zijschepen. Het middenschip en het dwarsschip zijn 15,7 meter hoog. De lengte van het middenschip is 33 meter lang, de kerk samen met het priesterkoor circa 42 meter. De barokke koepel boven de viering is binnen rond (doorsnee circa 9 meter), buiten achthoekig. De koepel is circa 29 meter hoog, inclusief lantaarn circa 34 meter. De torens zijn even hoog.
De gevel van zandsteen heeft twee geledingen, wordt verdeeld door pilasters en in de nissen versierd met de beelden van Sint-Dominicus en Thomas van Aquino.
Na de Tweede Wereldoorlog werd het altaar naar de viering onder de koepel verplaatst. De koorruimte dient tegenwoordig als sacramentskapel en herbergt een barok hoogaltaar uit 1699, dat oorspronkelijk voor de Gouwkerk in Paderborn werd gebouwd en in 1903 voor de Dominicanenkerk werd aangekocht.
In de kerk bevindt zich o.a. het epitaaf voor de architect van de kerk, Lambert Friedrich Corfey, die in 1733 in de grafkelder onder de kerk werd bijgezet. Het ontwerp stamt van Johann Conrad Schlaun.

## Orgel
Het orgel werd in 1958 door de orgelbouwer Paul Ott uit Göttingen gebouwd. Het stond oorspronkelijk in een van de gebouwen van de universiteit en werd in 1975 in de Dominicanenkerk geïnstalleerd. Het registerbestand bleef grotendeels hetzelfde, het orgel kreeg alleen een nieuwe orgelkas. Het mechanische instrument kent 29 registers verdeeld over twee klavieren en pedaal.

## Klokken
In de noordelijke toren van de kerk hangen drie klokken. Twee klokken werden gegoten in 1977, één klok in 1670.
| Nr. | Naam | Gietjaar | Gieter        | Doorsnee (mm) | Gewicht (kg) | Slagtoon (HT-1/16) |
| 1   |      | 1977     |               | 760           | ~290         | c2 - 6             |
| 2   |      | 1670     | Petrus Hemony | 705           | ~205         | d2 - 7             |
| 3   |      | 1977     |               | 604           | ~140         | e2 - 7             |